# Rayón (kommun i delstaten Mexiko)
Rayón är en kommun i Mexiko.   Den ligger i delstaten Mexiko, i den sydöstra delen av landet, 60 km sydväst om huvudstaden Mexico City.
Följande samhällen finns i Rayón:
- Santa María Rayón
- Colonia Emiliano Zapata
- Ex-Hacienda Santiaguito